# Цветко Христов
Цветан (Цветко) Христов, наричан Дядо Господ или Попот, (изписване до 1945 година: Цвѣтко Христовъ) е български революционер, охридски войвода на Вътрешната македоно-одринска революционна организация.

## Биография
Цветко Христов е роден през 1884 година в стружкото село Присовяни, тогава в Османската империя. До 25 март 1903 година е четник при Никола Русински, заедно с братята си Тасе Христов и Дойчин Христов - също революционери от ВМОРО.
През Илинденско-Преображенското въстание е помощник-войвода в четата на Тасе Христов и е войвода на четата от село Ържано. По време на въстанието четите, ръководени от Тасе Христов, нападнат аскера в село Елевци. На 3 август четата на Цветко удря в гръб и прогонва башибузука, заобиколил четите на Тасе Христов. На следващия ден неговата чета е обградена и Цветко е ранен, но успява да се измъкне, след което четите започват да се изтеглят в Горно Дебърско.. Там продължили действията си заедно с четите на Смиле Войданов.
| Чета на Цветко Христов, 10 април 1904 година | Чета на Цветко Христов, 10 април 1904 година | Чета на Цветко Христов, 10 април 1904 година | Чета на Цветко Христов, 10 април 1904 година | Чета на Цветко Христов, 10 април 1904 година |
| Номер                                        | Име                                          | Селище                                       | Околия                                       | Забележка                                    |
| -------------------------------------------- | -------------------------------------------- | -------------------------------------------- | -------------------------------------------- | -------------------------------------------- |
| 1.                                           | Цветко Христов                               | Присовяни                                    | Охридска                                     |                                              |
| 2.                                           | Марко Павлев                                 | Брезово                                      | Дебърско                                     |                                              |
| 3.                                           | Милош Богданов                               | Лактине                                      | Охридско                                     |                                              |
| 4.                                           | Геле Митрев                                  | Струга                                       | Охридска                                     |                                              |
| 5.                                           | Иван Митрев                                  | Струга                                       | Охридска                                     |                                              |

Във втората половина на септември, след като събират и скриват оръжието от демобилизираните чети в района Цветко, Тасе и Дойчин Христови бягат в България, водени по разработен канал от кичевския войвода Ванчо Сърбаков
Връща се в Македония с чета в 1905 година. На път за Охридско четата дава сражение в Прилепско, в което загиват шестима четници, а Цветко Христов е ранен. Умира на 9 септември 1914 година в София.